# トラビス・ハンター
トラビス・ハンター・ジュニア（Travis Hunter Jr., 2003年5月18日 - ）は、アメリカ合衆国フロリダ州ウェストパームビーチ出身のプロアメリカンフットボール選手。NFLのジャクソンビル・ジャガーズに所属している。ポジションはワイドレシーバーまたはコーナーバック。

## 経歴

### ハイスクール
高校時代からワイドレシーバーとコーナーバックを兼任し、4年目のシーズンは足首の怪我により5試合を欠場しながらも、ワイドレシーバーとして76レシーブ、1,128レシーブヤード、10のレシービングTD、コーナーバックとして23タックル、4つのインターセプトを記録した。

#### リクルート
| 氏名 | 出身                                                               | 高校 / 大学  | 身長               | 体重           | コミット日     |
| --- | ------------------------------------------------------------------ | ------------ | ------------------ | -------------- | -------------- |
| トラビス・ハンター WR, CB | スワニー                                                           | コリンズヒル | 6 ft 1 in (1.85 m) | 165 lb (75 kg) | 2021年12月15日 |
| トラビス・ハンター WR, CB | リクルート スターレーティング: Scout: N/A Rivals: 247Sports: ESPN: |              |                    |                |                |
| 全リクルート順位: |                                                                    |              |                    |                |                |
| - 注意: 多くの場合、Scout、Rivals、247Sports、ESPNの間で身長、体重が一致しない可能性がある。 - これらの場合、平均をとっている。ESPNグレードは100ポイントスケールに基づいている。 出典: - “2022 Team Ranking”. Rivals.com. 2024年9月5日閲覧。 |                                                                    |              |                    |                |                |

ポジションを問わず世代最高の高校生と評され、247スポーツとライバルズからは学年全体1位、ESPNからは全体2位の評価を受けた。2019年11月にフロリダ州立大学からオファーを受け、2020年3月に同大学へのコミットを発表した。他にはアラバマ大学、オーバーン大学、クレムソン大学、フロリダ大学、ジョージア大学、ミシガン大学、オクラホマ大学などからオファーを受けていた。
しかし、2021年12月15日にフロリダ州立大学へのコミットを撤回し、元NFL選手のディオン・サンダースがヘッドコーチを務めるジャクソン州立大学へのコミットを発表した。カレッジフットボールにおいて、全米1位の評価を受けていた高校生がHBCUまたはFCSの大学に進学するのは史上初であり、スポーツ・イラストレイテッドでは「カレッジフットボールのリクルートにおける史上最も衝撃的な決断」と評された。

### カレッジ

#### ジャクソンステート

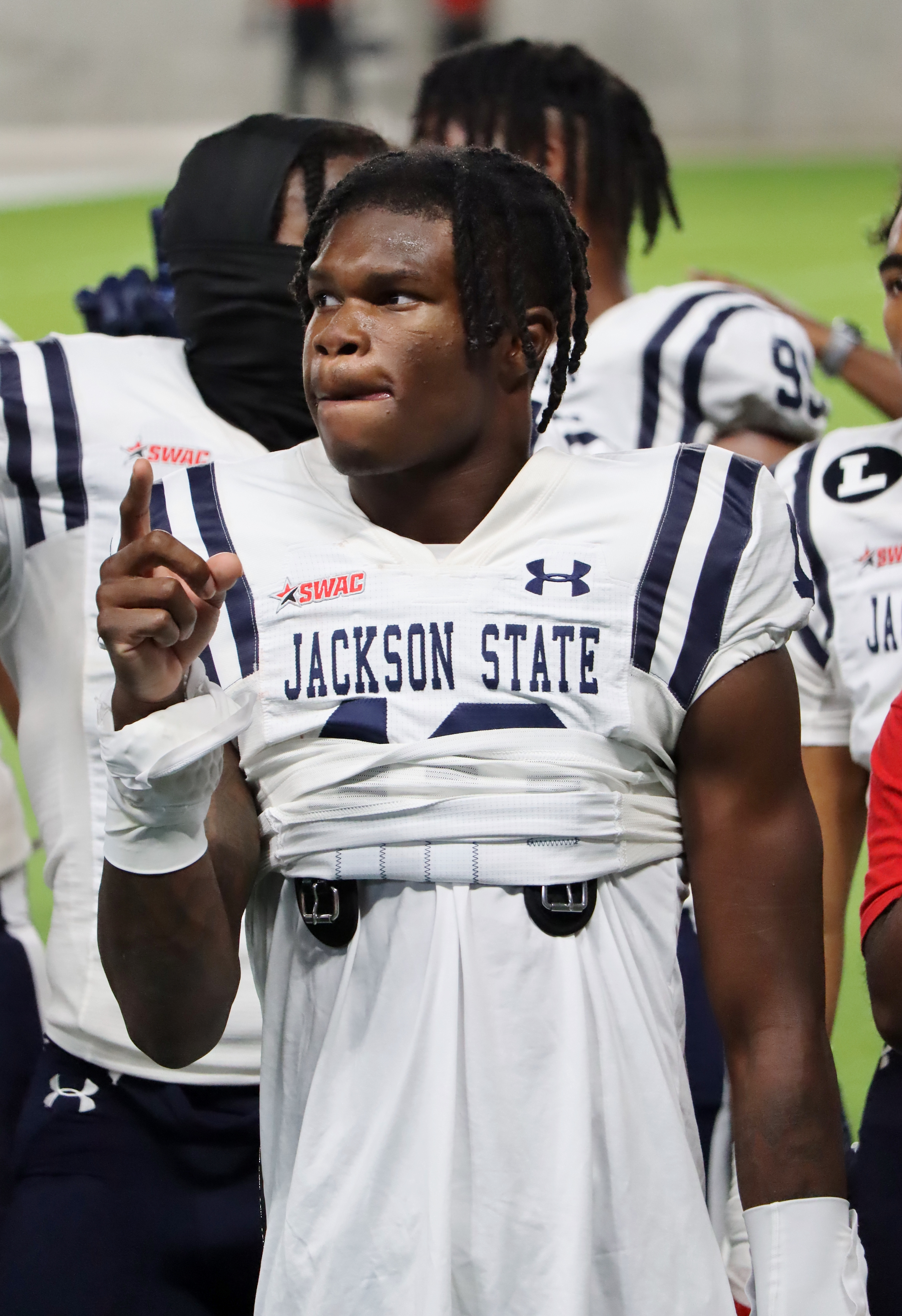
ジャクソン州立大学でのハンター
(2022年)

2022年シーズン、第1週のフロリダA&M大学戦でカレッジフットボール初出場を果たしたが、レシーブやタックルなどを記録することはできなかった。この試合で非公開の部位を痛め、その後5試合を欠場した。第7週のキャンベル大学戦で復帰し、第11週のアルコーン州立大学戦でシーズンハイとなる49レシーブヤードを記録した。このシーズンは8試合に出場してワイドレシーバーとして18レシーブ、188レシーブヤード、4つのレシービングTD、コーナーバックとして15タックル、2つのインターセプト、8つのパスディフレクションを記録した。

#### コロラド
2023年シーズン開幕前にヘッドコーチのサンダースがコロラド大学へ転任となり、それを追って自身も同大学へ転校した。テキサスクリスチャン大学との開幕戦で11レシーブ、119レシーブ獲得ヤード、3タックル、1つのインターセプトを記録した。第3週のコロラド州立大学戦で負傷し、3試合を欠場した。その後第7週のスタンフォード大学戦で復帰し、13レシーブ、140レシーブヤード、2つのレシービングTDを記録した。このシーズンは9試合に出場してワイドレシーバーとして57レシーブ、721レシーブヤード、5つのレシービングTD、コーナーバックとして30タックル、3つのインターセプトを記録した。
2024年シーズン、ノースダコタ州立大学との開幕戦で7レシーブ、132レシーブヤード、3つのレシービングTDを記録して勝利に貢献した。このシーズンはオフェンス、ディフェンス合計で1,400以上のスナップをプレーし、ワイドレシーバーとして96レシーブ、1,258レシーブヤード、15のレシービングTD、コーナーバックとして36タックル、11のパスディフレクション、4つのインターセプトを記録し、ハイズマン賞を受賞した。また、カレッジで最も優れたワイドレシーバーに贈られるフレッド・ビレトニコフ賞と、最も優れた守備選手に贈られるチャック・ベドナリク賞を史上初めて同時受賞した。シーズン終了後、2025年のNFLドラフトにアーリーエントリーした。
| シーズン | チーム              | 試合 | 試合 | レシーブ  | レシーブ    | レシーブ         | レシーブ | ラン | ラン        | ラン             | ラン | タックル | タックル  | タックル | タックル       | タックル | インターセプト | インターセプト | インターセプト   | インターセプト | インターセプト | ファンブル | ファンブル | ファンブル |
| シーズン | チーム              | 試合 | 先発 | レシ ーブ | 獲得 ヤード | 平均 獲得 ヤード | TD       | 回数 | 獲得 ヤード | 平均 獲得 ヤード | TD   | ソロ     | アシ スト | 合計     | ロス タッ クル | サック   | Int            | 獲得 ヤード    | 平均 獲得 ヤード | TD             | PD             | FR         | FF         | TD         |
| -------- | ------------------- | ---- | ---- | --------- | ----------- | ---------------- | -------- | ---- | ----------- | ---------------- | ---- | -------- | --------- | -------- | -------------- | -------- | -------------- | -------------- | ---------------- | -------------- | -------------- | ---------- | ---------- | ---------- |
| 2022     | ジャクソン ステート | 8    | 8    | 18        | 188         | 10.4             | 4        | 1    | −10         | −10.0            | 0    | 15       | 4         | 19       | 0.0            | 0.0      | 2              | 44             | 22.0             | 1              | 8              | 1          | 0          | 0          |
| 2023     | コロラド            | 9    | 9    | 57        | 721         | 12.6             | 5        | 0    | 0           | 0.0              | 0    | 22       | 8         | 30       | 2.0            | 0.0      | 3              | −10            | −3.3             | 0              | 5              | 0          | 0          | 0          |
| 2024     | コロラド            | 13   | 13   | 96        | 1,258       | 13.1             | 15       | 2    | 5           | 2.5              | 1    | 25       | 11        | 36       | 1.0            | 0.0      | 4              | 65             | 16.3             | 0              | 11             | 0          | 1          | 0          |
| 通算     | 通算                | 30   | 30   | 171       | 2,167       | 12.4             | 24       | 3    | -5          | -1.6             | 1    | 58       | 23        | 80       | 3.0            | 0.0      | 9              | 93             | 11.6             | 1              | 22             | 1          | 1          | 0          |

### ジャクソンビル・ジャガーズ
| 6 ft 0+3⁄8 in (184 cm)      | 188 lb (85 kg) | 31+3⁄8 in (80 cm) | 9+1⁄8 in (23 cm) |
| All values from NFL Combine |                |                   |                  |

2025年のNFLドラフトにて1巡目全体2位でジャクソンビル・ジャガーズから指名された。2位指名権は当初クリーブランド・ブラウンズが所持していたが、ジャガーズが直前にトレードで獲得していた。